# Wittebeek
De Wittebeek is een beek in de gemeente Venlo in Nederlands Limburg en ligt in het stroomgebied van de Maas. De beek is een zijrivier van de Venlose Molenbeek, een zijbeek van de Wijlderbeek die op haar beurt uitmondt in de Maas.

## Ligging
De beek ontspringt ten zuiden van de stad Venlo in de wijk Jammerdaal op de Jammerdaalse Heide in de buurt van de spoorlijn Viersen - Venlo. Verder naar het zuidwesten ligt buurtschap Egypte. De beek stroomt daar in noordwestelijke richting en wordt gevoed door het grondwater waarmee de oude kleigroeven zijn volgelopen. Bij de spoorlijn Breda - Maastricht buigt de beek naar het noordoosten, kruist vervolgens de spoorlijn en mondt vervolgens 200 meter verder uit in de Venlose Molenbeek.